# Franco Trincavelli
Abele Francesco Trincavelli –conocido como Franco Trincavelli– (Abbadia Lariana, 7 de junio de 1935-Bérgamo, 9 de noviembre de 1983) fue un deportista italiano que compitió en remo.
Participó en dos Juegos Olímpicos de Verano en los años 1956 y 1960, obteniendo dos medallas, oro en Melbourne 1956 y bronce en Roma 1960. Ganó dos medallas en el Campeonato Europeo de Remo, bronce en 1956 y oro en 1957.

## Palmarés internacional
| Juegos Olímpicos   | Juegos Olímpicos      | Juegos Olímpicos  | Juegos Olímpicos   |
| Año                | Lugar                 | Medalla           | Prueba             |
| ------------------ | --------------------- | ----------------- | ------------------ |
| 1956               | Melbourne (Australia) | Medalla de oro    | Cuatro con timonel |
| 1960               | Roma (Italia)         | Medalla de bronce | Cuatro con timonel |
| Campeonato Europeo |                       |                   |                    |
| Año                | Lugar                 | Medalla           | Prueba             |
| 1956               | Bled (Yugoslavia)     | Medalla de bronce | Cuatro con timonel |
| 1957               | Duisburgo (RFA)       | Medalla de oro    | Ocho con timonel   |